# Col de la Faucille
Le col de la Faucille est un col de montagne routier à 1 320 m d'altitude dans le massif du Jura. Il doit son nom à sa silhouette en forme de faucille lorsqu'il est vu depuis son versant lémanique.
Il se trouve dans le département de l'Ain en France, à proximité de la Suisse, dans le Pays de Gex. Le col relie les villes de Gex et Morez (Jura) par Les Rousses par la RD 1005 (ancienne RN 5) ainsi que Gex et Saint-Claude par Mijoux par la RD 936 qui aboutit à 2,5 km au nord-est du col.

## Environnement du col
Le col se situe, par la route, à 8,5 km du village de Mijoux et à 14 km du centre de la ville de Gex. Il se trouve sur la limite entre ces deux communes. Cette limite est aussi celle de la zone franche du pays de Gex, ce qui explique la présence au col d'un poste de douane, aujourd'hui désaffecté.

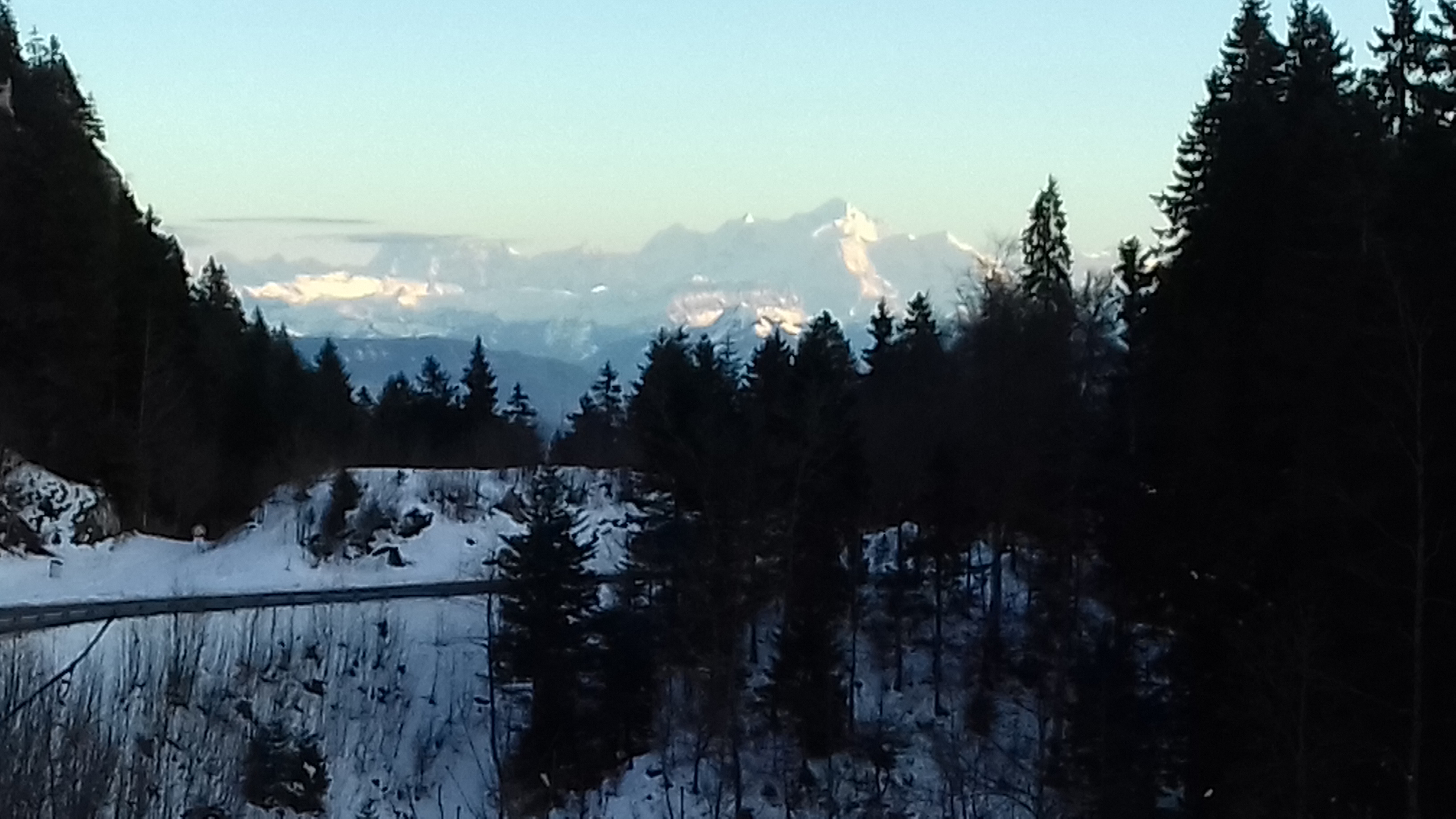
Le massif du Mont-Blanc est visible après avoir franchi le col de la Faucille.

Lorsque l'on monte de Gex, il est possible de voir (à 4 km du sommet) sur le côté droit de la route dans un tournant la fontaine Napoléon, puis de s'arrêter sur le côté gauche à 1,7 km du sommet dans un autre tournant au petit parking du Pailly d'où la vue sur le mont Blanc est parfaitement dégagée. Une fois arrivé en haut, il est possible de faire du ski alpin, dans la station de Mijoux-La Faucille, qui culmine au Petit Mont Rond à 1534 m d'altitude. Cette station fait partie avec les autres sites du massif du domaine de Monts Jura (30 remontées mécaniques, 50 km de pistes, 35 pistes). Plus bas, à 3 km en direction des Rousses, se trouve la station de ski nordique de la Vattay avec 140 km de pistes. Le site de la Vattay, qui appartient aussi au domaine de Monts Jura, est utilisé pour des compétitions internationales.

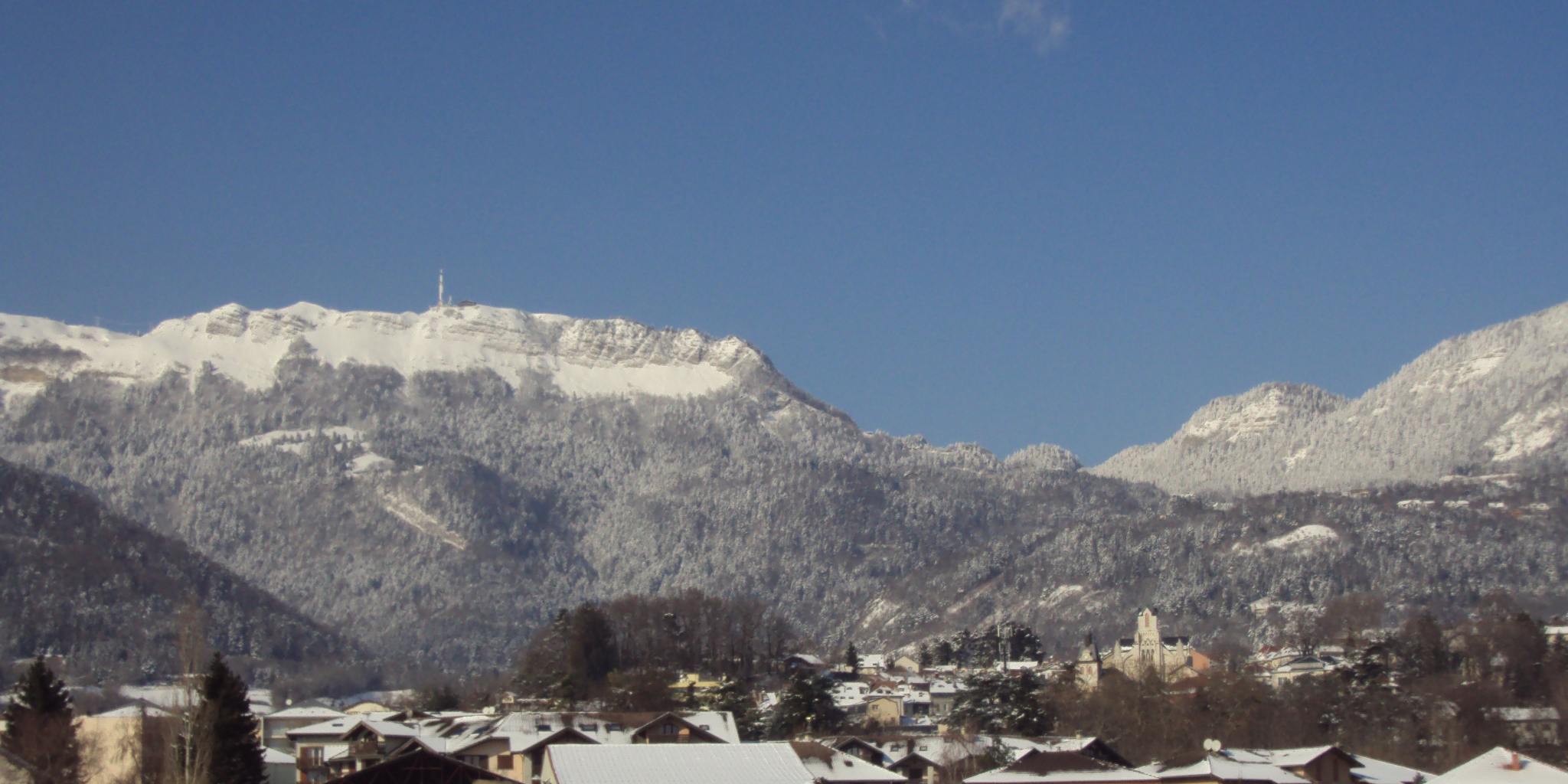
Le Montrond et le col de la Faucille au-dessus de la ville de Gex en hiver.

Le climat au col de la Faucille est de type montagnard et les chutes de neige y sont possibles de fin octobre à début mai[réf. nécessaire].

## Histoire

### XIXesiècle
Au début du XIXe siècle, le col de la Faucille était toujours le lieu de passage de la diligence venant de Paris et par laquelle arrivaient les nouvelles fraîches qui pouvaient parfois revêtir un enjeu. Ainsi le banquier genevois Laviron s'était fait installer en 1823 dans sa maison une lunette grossissante visant le col de la Faucille. Il s'était mis d'accord avec le cocher parisien de la diligence : si à Paris le cours de la rente à 3 % avait progressé, le cocher ajoutait un chiffon blanc à son fouet. Le banquier se dépêchait alors d'acheter des titres de rente, qu'il revendait plus tard aux autres banquiers genevois qui eux n'apprenaient la nouvelle qu'une fois la diligence arrivée place du Molard à Genève.

### XXesiècle
La course de côte Gex - Col de la Faucille, qui se déroula entre les années 1900 et 1970, était une compétition automobile dont l'arrivée était jugée au col.

## Cyclisme

### Tour de France

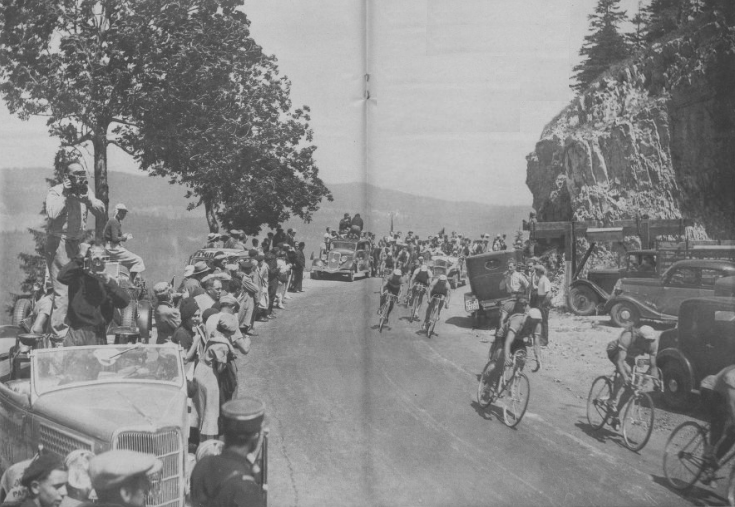
Les coureurs descendent le col de la Faucille lors de la 5e étape a du Tour de France 1935.

Le Tour de France cycliste emprunte régulièrement le col de la Faucille. À ce jour, il y est passé 41 fois :
| Année | Étape | Catégorie | Coureur                 |
| ----- | ----- | --------- | ----------------------- |
| 1911  |       |           |                         |
| 1912  |       |           |                         |
| 1913  | 12e   |           |                         |
| 1914  | 12e   |           |                         |
| 1919  | 12e   |           |                         |
| 1924  |       |           |                         |
| 1925  | 15e   |           |                         |
| 1926  |       |           |                         |
| 1927  |       |           |                         |
| 1928  |       |           |                         |
| 1929  |       |           |                         |
| 1930  |       |           |                         |
| 1931  |       |           |                         |
| 1932  |       |           |                         |
| 1933  | 5e    |           | Antonin Magne           |
| 1934  |       |           |                         |
| 1935  | 5e a  |           |                         |
| 1936  |       |           |                         |
| 1938  | 16e   |           | Gino Bartali            |
| 1939  | 17e a |           | Sylvère Maes            |
| 1951  | 23e   | 3e        | Gino Bartali            |
| 1954  | 20e   | 2e        | Federico Bahamontès     |
| 1957  | 9e    | nc        |                         |
| 1958  | 22e   | 2e        | Federico Bahamontès     |
| 1963  | 18e   | 2e        | Guy Ignolin             |
| 1964  | 7e    | 3e        | Julio Jimenez           |
| 1967  | 9e    | nc        |                         |
| 1968  | 20e   | 3e        | Aurelio González Puente |
| 1969  | 7e    | nc        |                         |
| 1970  | 10e   | nc        |                         |
| 1972  | 16e   | 2e        | Lucien Van Impe         |
| 1973  | 6e    | nc        |                         |
| 1974  | 9e    | nc        |                         |
| 1975  | 19e   | 2e        | Mariano Martinez        |
| 1976  | 18e   | nc        |                         |
| 1977  | 18e   | nc        |                         |
| 1981  | 18e   | nc        |                         |
| 1990  | 9e    | nc        |                         |
| 1994  | 20e   | 2e        | Peter De Clercq         |
| 2001  |       |           |                         |
| 2004  | 18e   | 2e        | Juan Miguel Mercado     |

### Tour de l'Ain
Le col de la Faucille, grimpé par Mijoux, fut au programme de l'arrivée de la 2e étape du Tour de l'Ain 2019. Alexandre Geniez s'imposait au sommet au sprint devant Thibaut Pinot, Mathias Frank et Artem Nych. Il prenait provisoirement le maillot jaune.